# Ян Новорита
Ян Новорита (пол. Jan Noworyta, прибл. до 1875 — після 1939) — львівський інженер і архітектор міжвоєнного періоду.

## Біографія
Закінчив будівельний відділ Промислової школи у Кракові (1896). Працював асистентом Зигмунта Ґорґолевського при будівництві Міського театру у Львові (1896—1900). Керував спорудженням костелу св. Єлизавети у Львові та костелу в Кам'янці-Бузькій за проєктом Теодора Тальовського, цукрозаводу в Старій Жучці (нині дільниця Чернівців). 1902 року склав екзамен у Галицькому намісництві, а 1905 року отримав ліцензію на проєктування та будівництво у Львові. Проєктне бюро знаходилось на вулиці Зиморовича, 17 (нині вулиця Дудаєва). Проживав на вулиці Баторія, 34 (тепер вул. Князя Романа).
Споруджував переважно житлові будинки в стилях модернізованого класицизму, ар деко та функціоналізму. Застосовував новаторські системи обігріву та теплоізоляції приміщень. Автор ряду патентів у сфері технологій будівництва. На території Галичини був представником журавненської фабрики алебастрових виробів Чарторийських.

## Роботи
- Житловий будинок на нинішній вулиці Єфремова, 30 у Львові (1911)[3][4].
- Будинки № 27—29 на нинішній вулиці Чайковського у Львові[5]. Зведені 1912 року для друкарського закладу Бернарда Полонецького[6].
- Житловий будинок на нинішній вулиці Генерала Тарнавського, 54 у Львові (1913)[3].
- Нереалізований проєкт костелу для села Вовків Пустомитівського району (1913)[7].
- Реконструкція житлової кам'яниці на площі Ринок, 45 (1919—1920). Було перебудовано приміщення на всіх поверхах, на першому влаштовано ресторан[8][9].
- Вілли на вулиці Франка, 143[10], 151, 153 у Львові (1922)[3].
- Вілла на вулиці Карманського, 8 у Львові (1923)[3].
- Вілла на розі нинішніх вулиць Залізняка і Коновальця, 78 у Львові (1925). Перебудована у 1990-х роках, внаслідок чого первісний вигляд втрачено[3][11].
- Нереалізований проєкт надбудови купецької гімназії ім. Ернеста Адама на нинішній вулиці Короленка, 9 (1923). Надбудову проведено пізніше за проєктом Вавжинця Дайчака[12].
- Ряд павільйонів на Східних торгах у Львові. Споруди лісової і сільськогосподарської секції (1921), павільйон Земельного кредитного банку (1921)[13], зруйнований у 2019 оці, павільйон сигаретної фабрики «Herbewo» (1927)[14], тютюновий кіоск[15].
- Надбудова третього поверху будинку № 5 на вулиці Семена Палія у Львові (1924).[16].
- Будівля Банку господарства крайового в Катовицях на вулиці Міцкевича, 3 (1930, співавтор Станіслав Табенський).
- Будинок «Під вербою» на нинішній вулиці Ольжича, 3 у Львові.

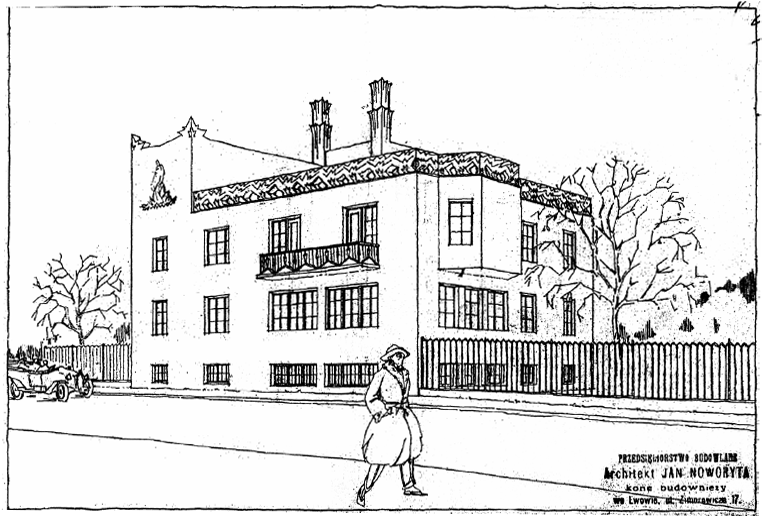
Проєкт будинку на вулиці Франка у Львові (нереалізований).
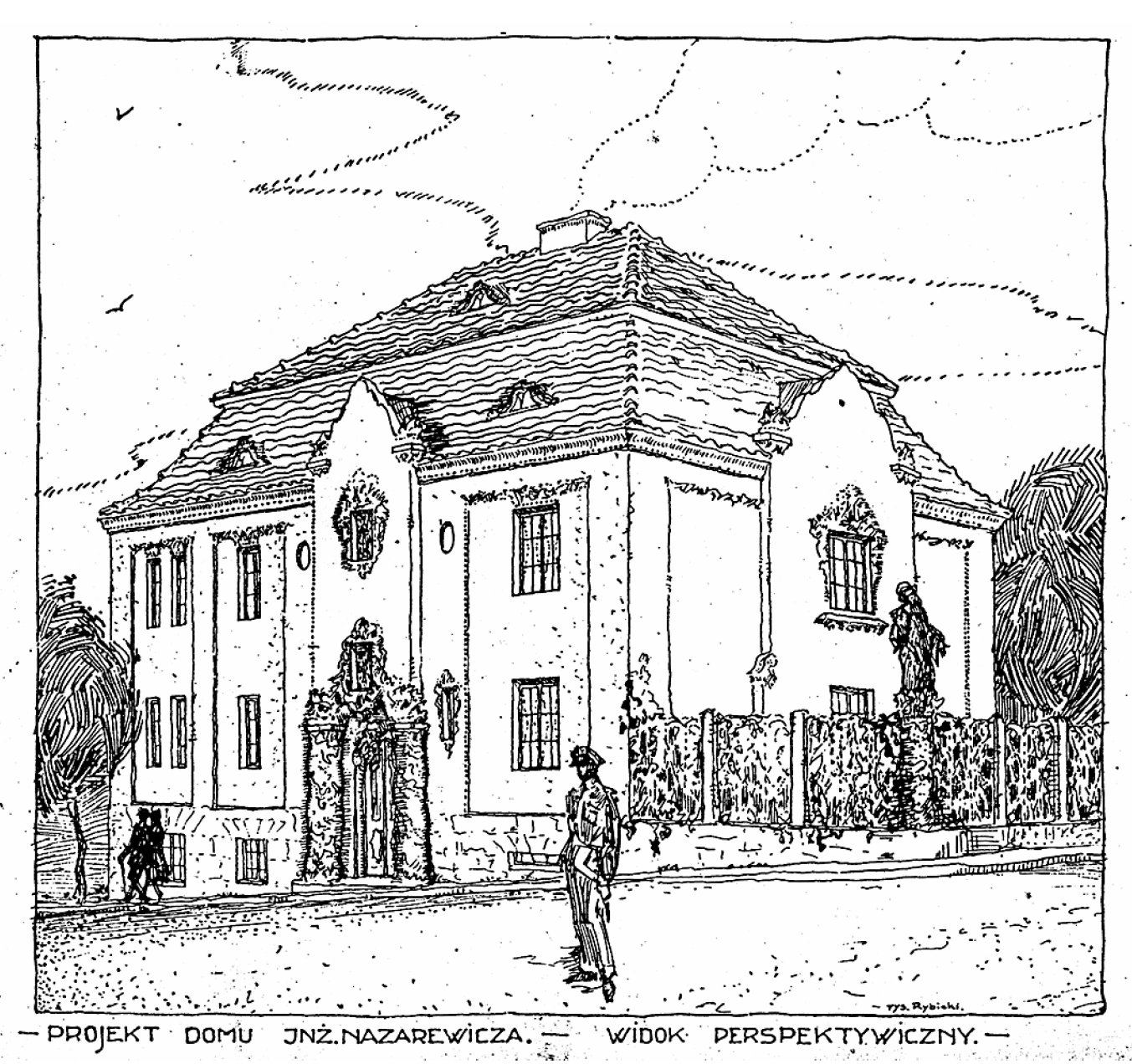
Проєкт будинку на вулиці Франка у Львові (нереалізований).
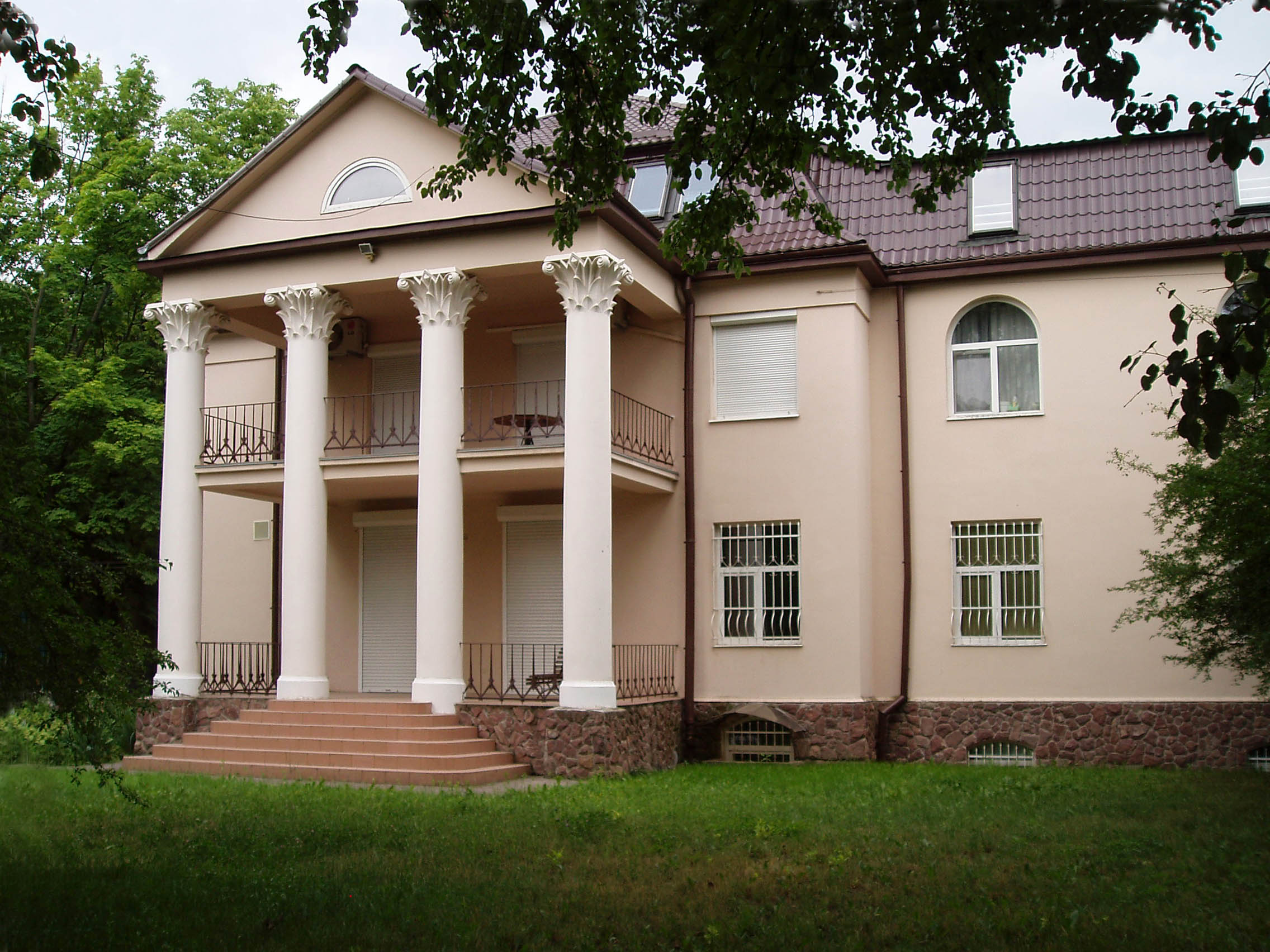
Вілла на вулиці Коновальця, 78 у Львові (1925).
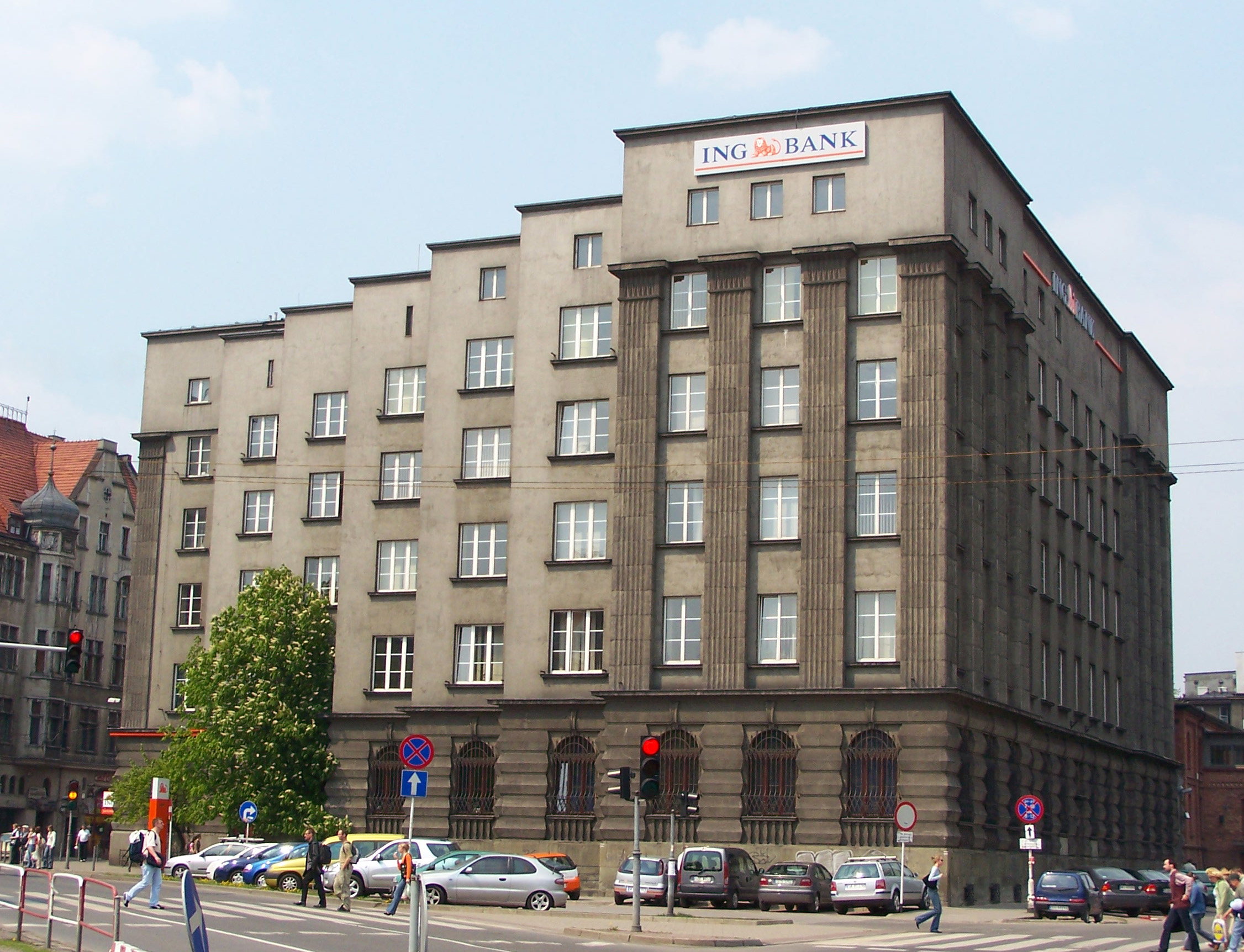
Колишній Банк крайового господарства крайового в Катовицях (1930).
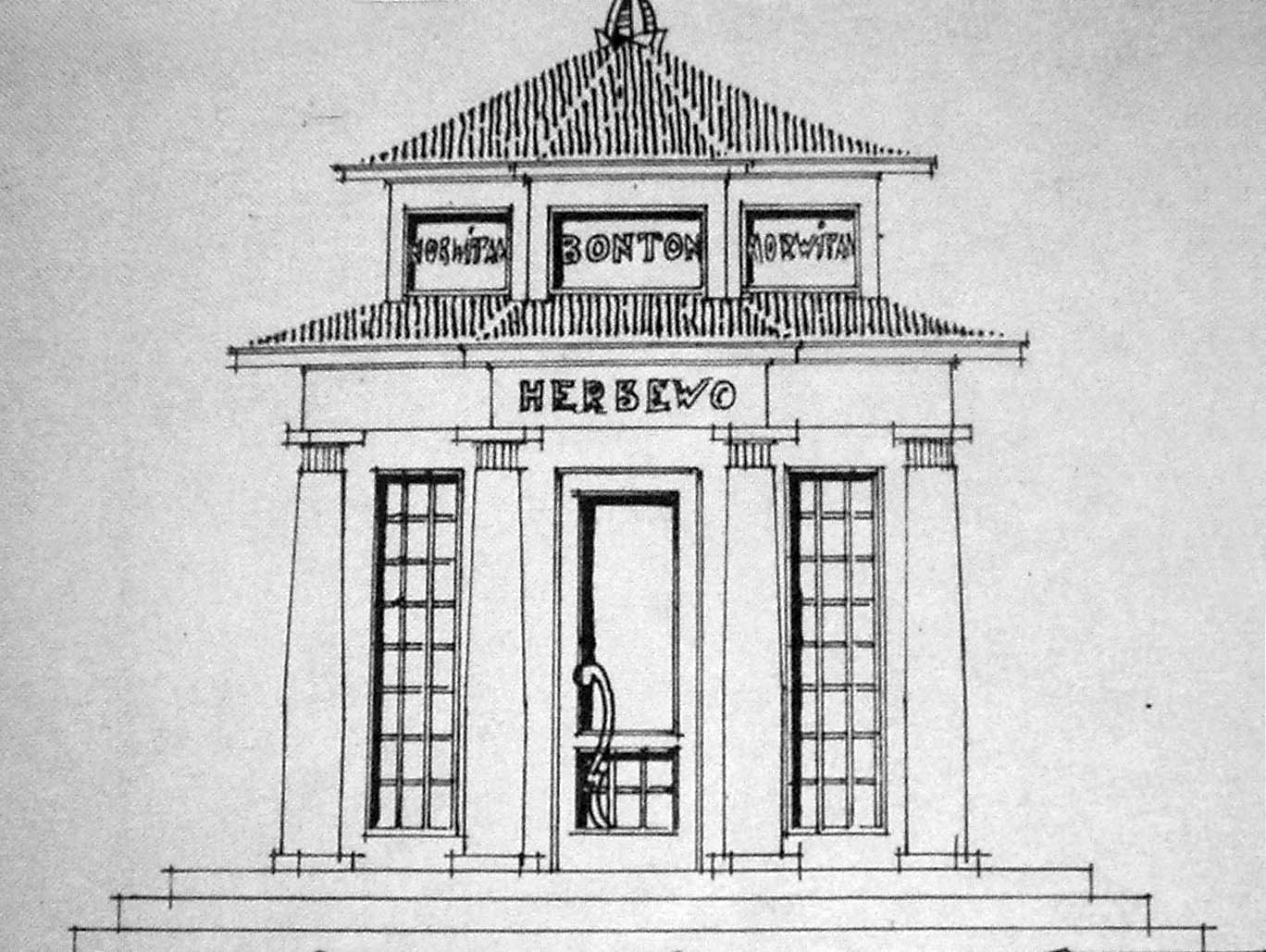
Проєкт кіоску цигаркової фабрики "Hebrewo" (1925) зі Східних торгів у Стрийському парку
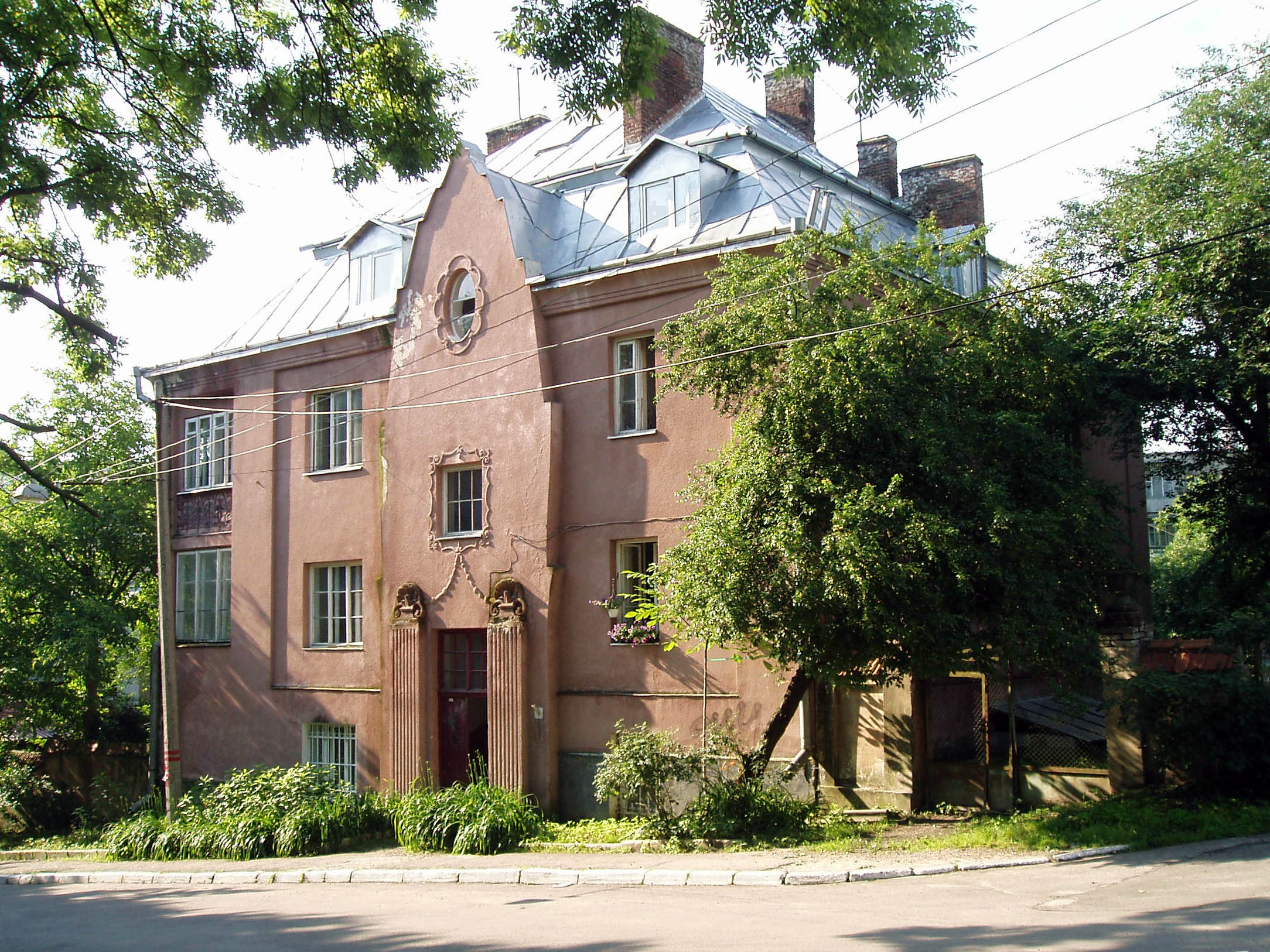
Вілла по вул. Карманського, 8 у Львові (1923)